# Giuseppe Carraro
Giuseppe Carraro, italijanski rimskokatoliški duhovnik, škof, * 26. junij 1899, Mira, † 30. december 1980, Verona.

## Življenjepis
31. marca 1923 je prejel duhovniško posvečenje.
29. septembra 1952 je postal pomožni škof Trevisa in naslovni škof Usule.
9. aprila 1956 je postal škof Vittorie Veneto. Na tem položaju je ostal do 15. decembra 1958, ko je postal škof Verone.
Upokojil se je 18. maja 1978.